# 宇都宮徹壱
宇都宮 徹壱（うつのみや てついち、1966年3月1日 - ）は、東京都出身のサッカーノンフィクションライター、写真家。東京芸術大学大学院美術研究科修了。

## 人物
大学院修了後、映像制作会社を経て、1997年から写真家・ノンフィクションライターとしての活動を開始。当初、旧ユーゴスラビア諸国等の旧社会主義国のサッカー事情について精力的に取材活動を行う。ワールドカップについては、1998年から取材を行っているが、スポーツ・ポータルサイトスポーツナビの特派員となった2002年以降、取材活動を本格化。なお、ワールドカップにおけるスポーツナビとの連携は2006年、2010年も継続。
2009年、ヨーロッパ各地のサッカー事情を取材した著書『フットボールの犬』が第20回ミズノスポーツライター賞の最優秀賞を受賞。
現在は、東欧を始めとするヨーロッパだけでなく、Jリーグより下のカテゴリ（JFLや地域リーグなど）のクラブなども取材対象としている。自称マスコット評論家。

## 主な著書
- 『幻のサッカー王国』（勁草書房、1998年）ISBN 9784326851515
- 『サポーター新世紀』（勁草書房、1999年）ISBN 9784326851584
- 『ディナモ・フットボール』（みすず書房、2002年）ISBN 9784622033899
- 『股旅フットボール 』（東邦出版、2008年）ISBN 9784809406959
- 『フットボールの犬』（東邦出版、2009年）ISBN 9784809408335
- 『松本山雅劇場 松田直樹がいたシーズン』（カンゼン、2012年）ISBN 9784862551245
- 『フットボール百景』（東邦出版、2013年 ）ISBN 978-4809411571
- 『サッカーおくのほそ道』（カンゼン、2016年） ISBN 978-4862553751
- 『J2&J3 フットボール漫遊記』 （東邦出版、2017年） ISBN 978-4809414961
- 『フットボール風土記』（カンゼン、2020年） ISBN 978-4862555748